# 石像生
石像生，石人又稱石翁仲，是漢字文化圈君主、皇族、貴族、高官顯要陵墓的石雕，多立於神道前，作為驱邪镇墓、地位標記、於表彰死者生前的功績的用途，造型有象、狮、獬豸、麒麟、駱、虎、羊、馬等動物，以及人型的石雕像等。

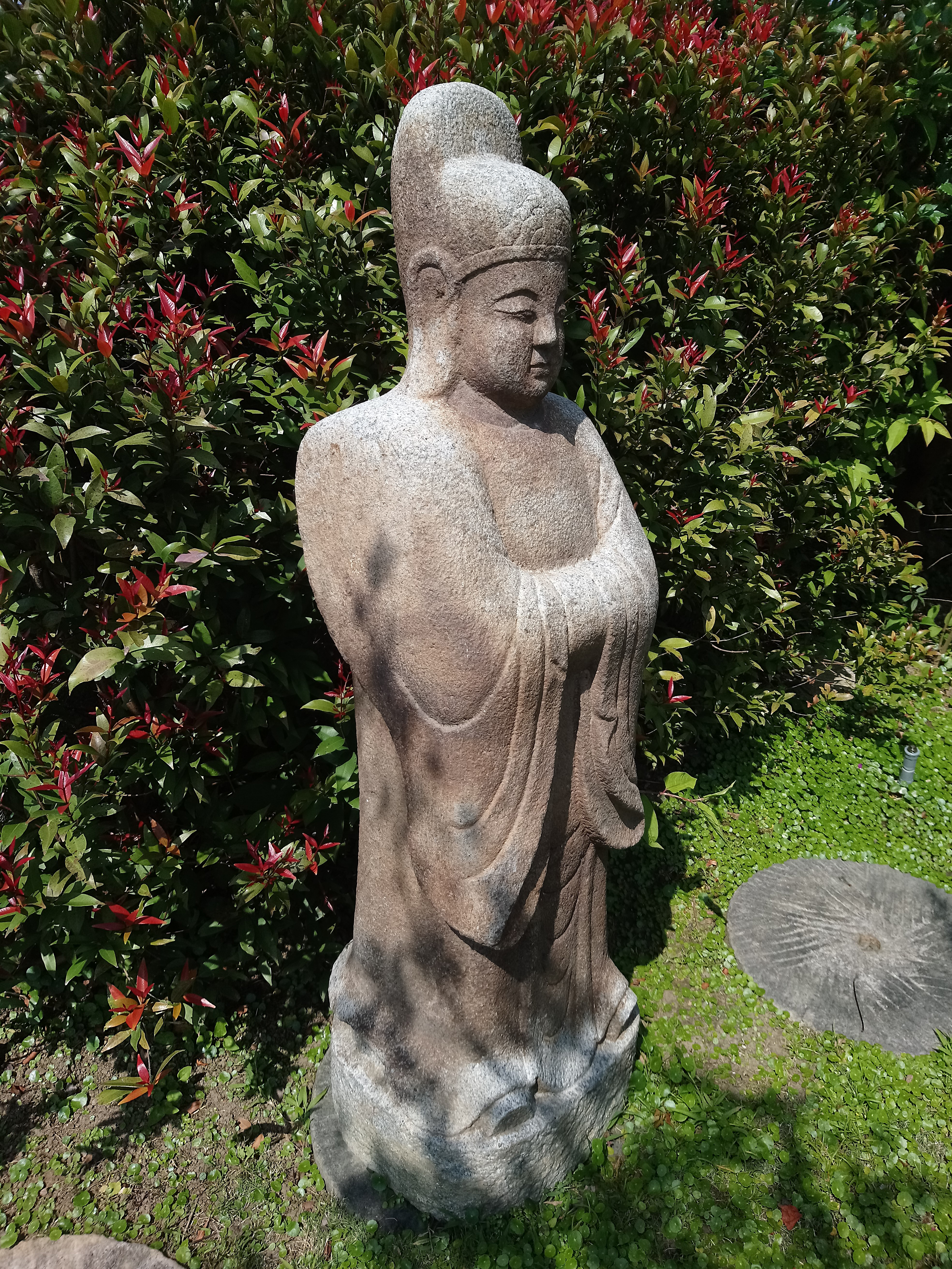
草山玉溪所藏文臣石像生

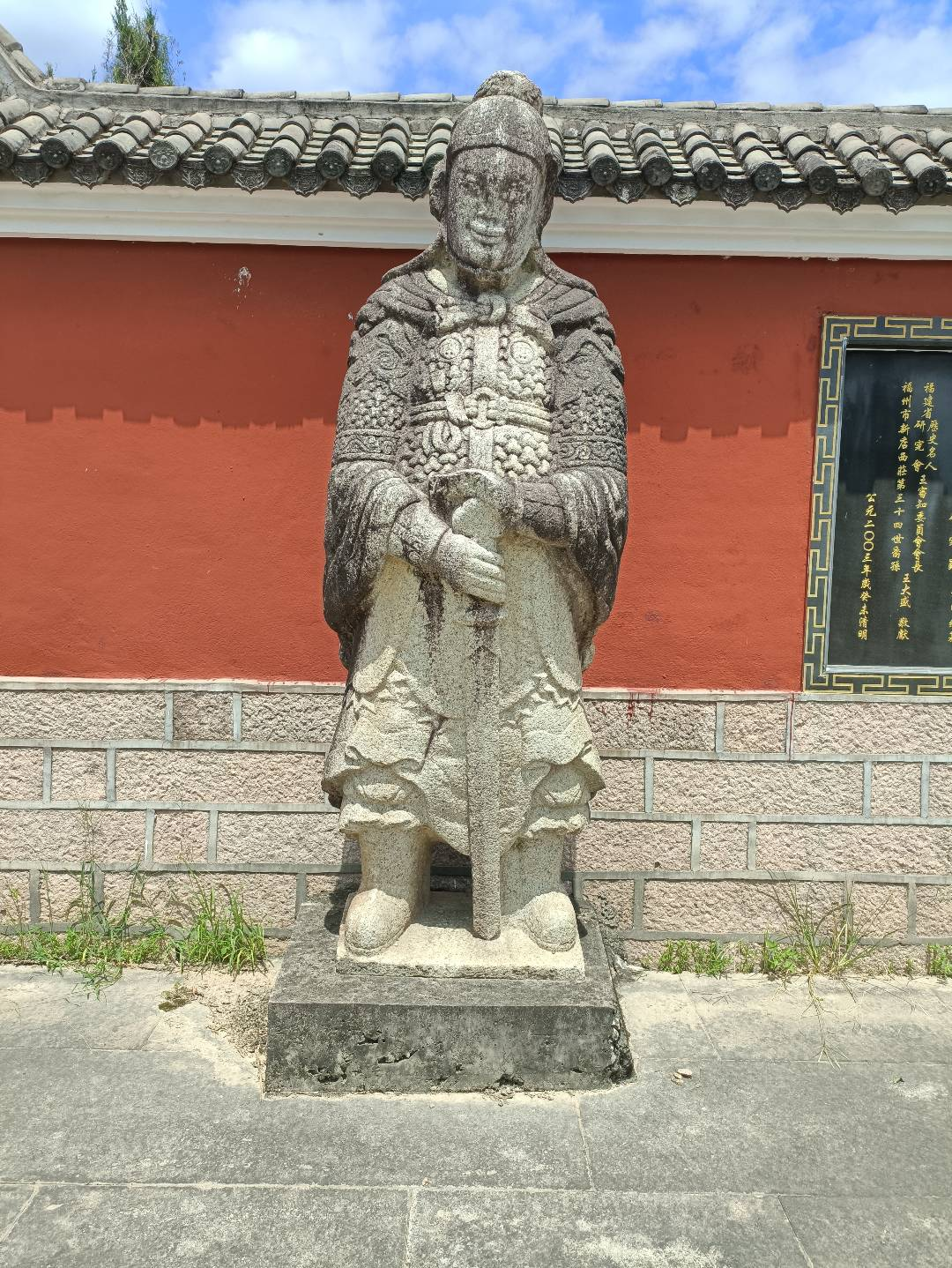
閩宣陵的武将石像生

石象生是墓主身份的重要标志。中国最早可追溯的神道石象生是西汉霍去病墓所建“马踏匈奴、力士抱熊”等石象。汉光武帝原陵建有石象生群，为后世帝王陵所效仿:9。南朝时，陵墓以神道柱作为神道入口标志。宋代以后，神道柱退居次位，做为石像生起始标志。
从东汉至明清，历代政府皆以法律形式规定石刻的数量和式样。如《明会典》記載公侯和一二品官员的神道二侧可列神道柱，设石虎、石羊、石马和文武石翁仲各一对；三品官减石人一对；四品官列华表、设石马、石虎各一对；五品官列石望柱；六品以下官员不准设置石刻。明代王陵建筑实例中，庄简王陵在三券陵门前设石狮子。门后是神道望柱，狻猊、獬豸、狴犴、麒麟、控马武士、大象、执笏文臣、祾恩门后男侍、女侍共十一对石象生:9。

## “翁仲”一名来源
对翁仲最早的文献记载是《淮南子·氾论训》东汉高诱对“秦之时，高为台榭，大为苑囿，远为驰道，铸金人”一句的注释，说：“秦皇帝二十六年，初兼天下，有长人见于临洮，其高五丈，足迹六尺，放写其形，铸金人以象之，翁仲、君何是也”。随后，“翁仲”一名又见于《史记索隐》引谢承《后汉书》：“铜人，翁仲，翁仲其名也。”，及“各重千石，坐高二丈，号曰翁仲”等等。有学者认为，翁仲是汉以后受到草原民族影响出现在陵墓前神道两侧的石刻人像之名，草原民族的此类石像被一些学者称作“突厥墓前石人”、“亚欧草原石人”、“库尔干石柱”等。而李零则进一步认为，“翁仲”一名可能是外来语（参考蒙古语ongon翁袞“偶像”，突厥语oŋžia）。
后来，翁仲演变出了李翁仲、阮翁仲的传说。